# Moffans-et-Vacheresse
Moffans-et-Vacheresse – miejscowość i gmina we Francji, w regionie Burgundia-Franche-Comté, w departamencie Górna Saona.
Według danych na rok 1990 gminę zamieszkiwało 549 osób, a gęstość zaludnienia wynosiła 39 osób/km² (wśród 1786 gmin Franche-Comté Moffans-et-Vacheresse plasuje się na 287. miejscu pod względem liczby ludności, natomiast pod względem powierzchni na miejscu 246.).